# Psaliodes semisecta
Psaliodes semisecta là một loài bướm đêm trong họ Geometridae.